# 川喜多かしこ
川喜多 かしこ（かわきた かしこ、1908年3月21日 - 1993年7月27日）は、昭和期の映画文化活動家。川喜多記念映画文化財団理事長で東和映画の代表。

## 経歴
1908年（明治41年）3月21日大阪で生まれた。生後100日目に東京に転居し、横浜・大連・秋田へと、移り住んだ。
1921年、横浜の祖父の家に戻りフェリス和英女学校(現在のフェリス女学院）に入学する。関東大震災で父を失い神戸に移るが、まもなく復学した。
フェリス女学院を卒業後は、1929年1月、英語でタイプライターを打てる女性秘書として、東和商事という貿易会社の川喜多長政に採用された。最初の仕事は、長政が輸出を計画していた溝口健二の『狂恋の女師匠』のシノプシスの英訳だった。
1929年の秋に川喜多長政と結婚し、竹内かしこから川喜多かしことなる
1932年に仕事を兼ねた新婚旅行として夫妻でヨーロッパを訪れた際に「新婚旅行のプレゼント」として夫に買い付けを許可された『制服の処女』は、一世を風靡し、1933年度キネマ旬報ベスト・テンの第1位に選ばれた。ほかにも、『自由を我らに』、『望郷』、『どん底』、『民族の祭典』などの名作を日本に輸入した。
1953年に15年ぶりにヨーロッパを訪れた際には、1953年度キネマ旬報ベスト・テンの第1位となった『禁じられた遊び』を輸入した。
1960年にフィルム・ライブラリー助成協議会をつくり、当時日本映画製作者連盟のトップだった大映の永田雅一を会長に据え、本人は専務理事として、日本に国立のフィルム・アーカイブを設立させる運動の指揮をとった。この活動は、岩波ホールの総支配人の高野悦子と共に、世界の埋もれた名画を世に紹介し、古今東西の名画の収集保存を行う活動「エキプ・ド・シネマ」へとつながっていく。
1963年にパリのシネマテークで行った日本映画大回顧展で上映した映画のうち131本は、東京国立近代美術館に寄贈され、日本で発足した最初のフィルム・アーカイブの所蔵作品となった。
1993年7月27日、85歳で逝去。正五位に叙せられる。

## 人物
- 外国人からは「マダム・カワキタ」と呼ばれ、当時はまだ珍しいキャリア・ウーマンとして、日本でも有名であった。しかし、実は意外なほどシャイで、晴れがましい場に立つことを嫌った[9]。
- 試写室に長時間こもっては、無名の新人の作品を見続けた。また、海外の有名人に限らず、無名日本人映画研究者にも試写室を提供して日本映画の勉強をさせるなど、私財を投じて日本映画の発展に貢献した[9]。
- 映画をよく知り、年間300本の映画を見続けていた。夫と共同で配給した生涯の映画数は1500本以上であった。英語・フランス語・ドイツ語が堪能で常に紫色の着物を着ていた彼女は、単に映画祭などの社交の花形であったばかりでなく、世界中の映画祭で審査員をつとめた[9]。

## 家族
- 夫:川喜多長政[2]
- 長女:川喜多和子[2]

## 記念館
川喜多長政(1903〜81)・かしこ夫妻の遺族が旧邸宅を市に寄贈し、2010年４月に開館。
館内は映像資料室のほか、夫妻ゆかりの品々を並べた展示室、図書や台本などが閲覧できる情報提供コーナーがある。

## 主な企画
展覧会「生誕百年 川喜多かしこ展」(第1期 2008年7月25日〜9月28日、第2期 10月7日〜12月26日)。東京国立近代美術館フィルムセンター展示室で開催。

## 受賞
- 芸術選奨文部大臣賞（1964年度）
- フランス芸術文化勲章（1968年、1984年）
- 紫綬褒章（1974年）
- イタリア共和国功労勲章カヴァリエーレ（1978年）
- 勲三等瑞宝章（1980年）
- 菊池寛賞（1981年）
- 国際文化デザイン大賞（1983年）
- 朝日賞[11]、東京都文化賞（1987年）
- 第48回毎日映画コンクール特別賞（1993年）